# فلیپه گوتیرس
فلیپه آلخاندرو گوتیرس لیوا (اسپانیایی: Felipe Alejandro Gutiérrez Leiva‎؛ زاده ۸ اکتبر ۱۹۹۰) بازیکن فوتبال اهل شیلی است.